# 赵佗
赵佗（前240年或前241年—前137年），恒山郡真定县（今河北省正定县）人，秦朝南海龍川令，南越国创建者，是南越国第一代王和皇帝。前204年，赵佗建立南越国。南越国的建立年代，無史籍直接记载，现代的研究文献均以《史记》的相关记载推算而得：一说是前204年，一说是前203年，一说是前207年在位至前137年，自称“南越武帝”。

## 生平

### 平定岭南
赵佗生年不详。秦始皇統一六国之后，开始着手前进岭南百越之地。公元前215年，经过六年的准备，秦始皇派遣蒙恬进攻匈奴，派屠睢为主将、赵佗为副将，率领50万军力入侵岭南，同年即占領廣東地區。然而屠睢在廣西地區戰死，屠睢战死后，秦始皇重新任命任嚣为主将，并和赵佗一起率领大军。经过四年努力，秦于前214年攻取岭南全境。

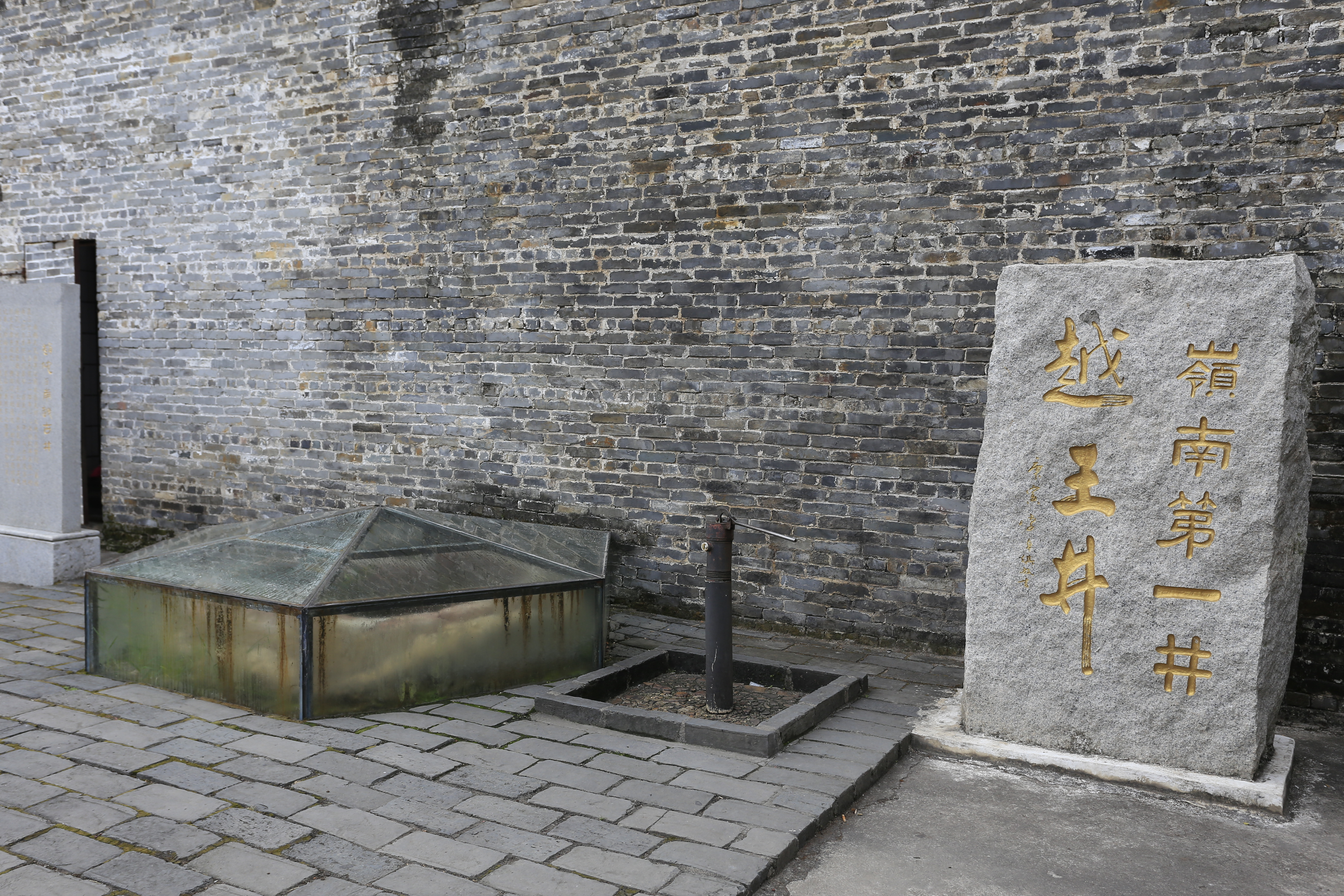
赵佗在龙川任县令时所开掘的水井，称为越王井

秦始皇接着在岭南设立了南海郡、桂林郡、象郡三郡；任嚣被委任为南海郡尉。南海郡下设博罗、龙川、番禺、揭阳四县。其中，龙川地理位置和军事价值都极其重要，故赵佗被委任为龙川县令。赵佗到龙川（今龙川县佗城镇）上任后，采取和辑百越的族群政策，并上书秦始皇，要求从中原迁居50万的居民至南越，加强中原、南越兩地的民眾融合。

### 南越称王
秦始皇死后，趙高與李斯發動了沙丘之變，謀殺了皇長子扶蘇，矯詔由秦二世继位。由于嚴刑峻法、濫用民力，前209年兩名小軍官陈胜、吴广發動了大澤之變，引爆了一連串的秦末民變，六國的後人與遺老們爭相起兵，中原陷入一片混乱。前208年，南海郡尉任嚣病重。临死前，把时任龙川县令的赵佗召来，向他阐述可依靠南海郡傍山靠海、有险可据的地形来建立国家，以抵抗中原各反秦勢力的侵犯；并当即向赵佗颁布任命文书，让赵佗代行南海郡尉的职务。不久，任嚣病故；赵佗即向南岭各关口的军队传达据险防守的指令，防止中原各地叛軍进犯，并乘機杀了秦朝安置在南海郡的官吏们，换上自己的亲信。前206年秦朝滅亡，項羽殺死秦王子婴，開始與刘邦的“楚汉相争”，赵佗起兵兼併桂林郡和象郡（雒越），於公元前204年在岭南地區建立南越国，自称“南越武王”；疆土北起五岭（今广东北部、广西北部和江西南部一带），西至夜郎（今广西，云南的大部），南抵南海（今越南的中部和北部、海南島），东至闽越（今福建南部），都城在番禺（今广州市）。

### 臣服汉朝
公元前202年春，嶺北经过多年征战，刘邦建立西汉政权，并平定江東包括项羽在内的其余军事势力，劉邦將秦朝的南海、桂林、象三郡封給長沙王吳芮。 公元前196年夏，刘邦派遣大夫陆贾出使南越，劝赵佗归汉。在陆贾劝说下，赵佗接受汉高祖赐给的南越王印绶，应允与汉「剖符通使，和集百越」，不为边患，臣服汉朝，成为汉朝的一个藩属国，刘邦也承認南海、桂林、象三郡是屬於赵佗的，此后，南越国和汉朝互派使者，互相通市，赵佗與汉朝處於友好狀態。

### 一度称帝

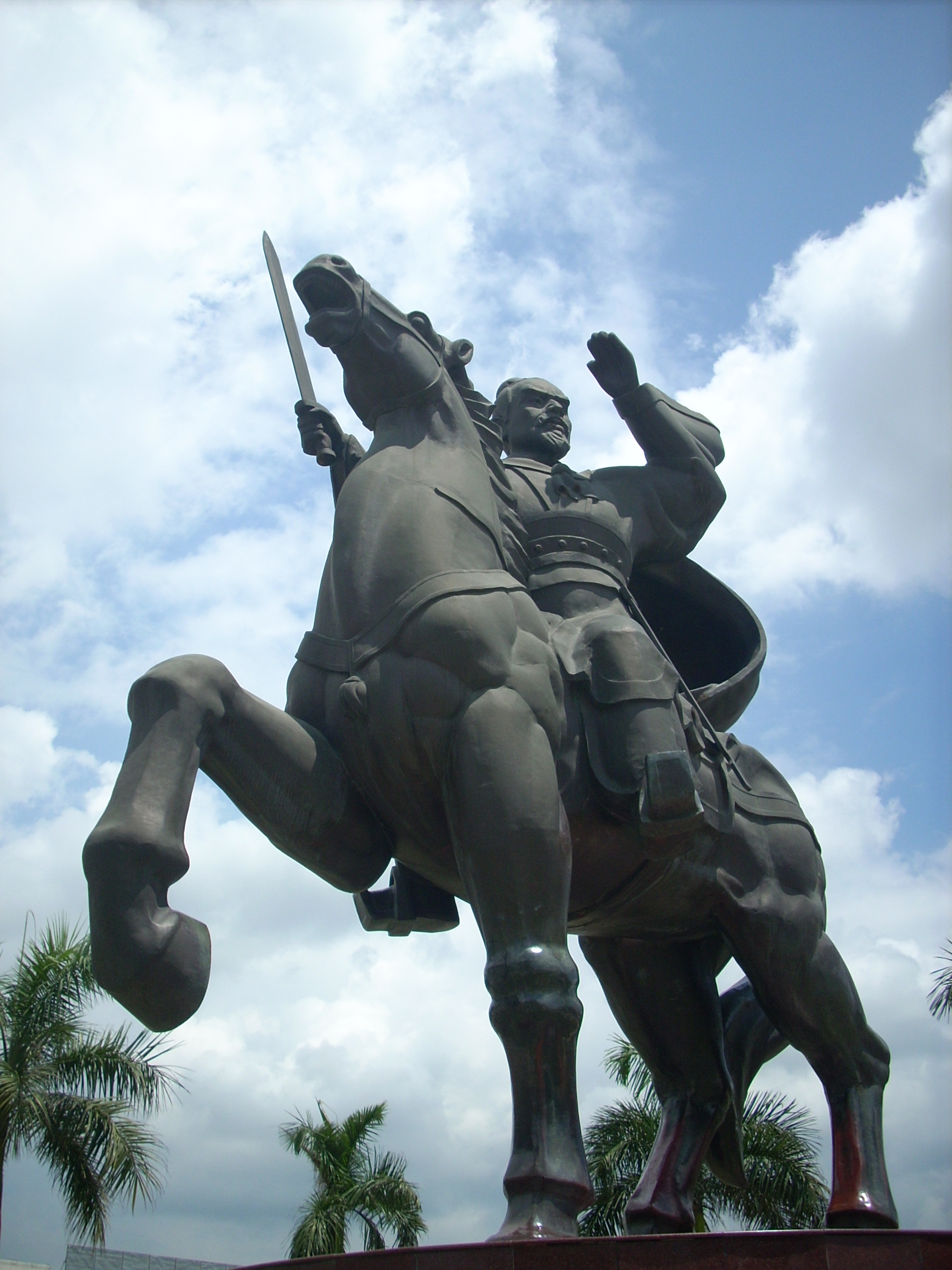
河源火車站前的赵佗塑像

公元前181年秋。刘邦去世后，吕后临朝，发布禁止和南越交界的地区对南越出售铁器和其它物品的禁令。赵佗觉得吕后可能会通过长沙国（汉朝内部的一个诸侯，位于南越国北部，现湖南省境内）来吞併他。于是赵佗自称“南越皇帝”，发兵攻打长沙国，并在攻占长沙国的边境数县后撤回。吕后也派遣大将隆虑侯周灶去攻打赵佗。但由于中原的士兵不适应南越一带炎热和潮湿的气候，纷纷得病，连南岭都没有越过。一年后，吕后崩，汉朝的军队停止了进攻计划。公元前180年，赵佗因抗击汉朝成功而声威大振，乘机对东边的闽越国用经济手段施加影响，而对西边的西瓯、雒越等部落（即甌雒國故地）加强控制，不断巩固和扩大自己的势力范围，“东西万余里、兵甲百余万”，同时自封南越武帝並中止藩属于汉朝的关系。

### 再度归汉称王

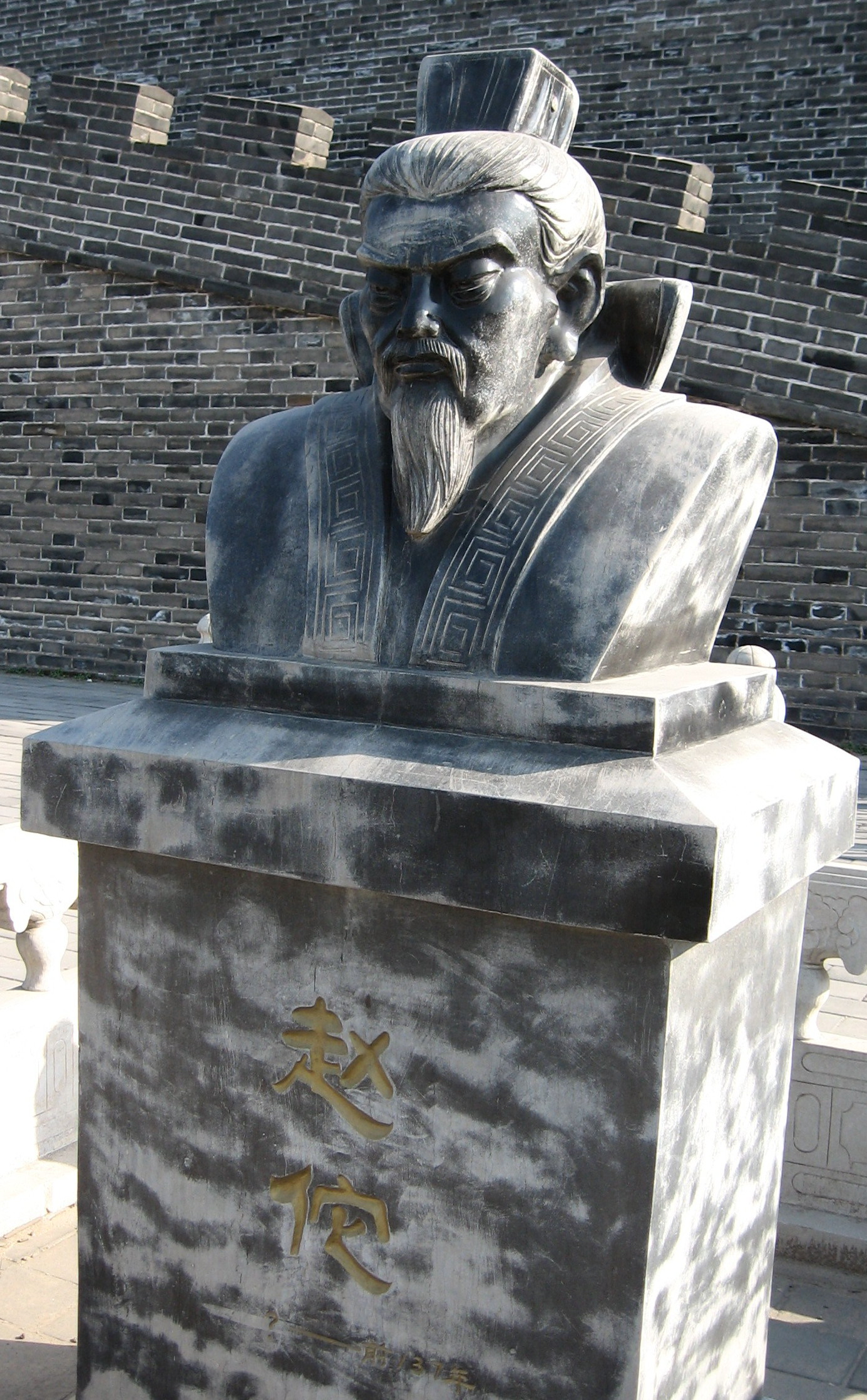
豎立在河北正定县南城门（长乐门）的趙佗銅像

前179年，汉文帝刘恒即位，派人重修赵佗先人的墓地、设置守墓人，每年按时祭祀，并赏赐赵佗的堂兄弟们官职和财物。接着汉文帝在丞相陈平的推荐下，任命曾多次出使南越的陆贾为太中大夫，令其再次出使南越，说服赵佗归汉。陆贾到南越后，向赵佗晓以利害，重申“和集百越”政策，建议互弃前隙，恢复通使。赵佗被再次说服，上书自称南方蛮夷大长，去除帝号、藩属于汉朝，对汉朝自称“南越王”。表示“恩奉明诏，长为藩臣，复修职贡”。一直到汉景帝时代，赵佗都向汉朝称臣，每年在春秋两季派人到长安觐见汉朝皇帝，守约不移。但是在南越国内，赵佗仍然使用皇帝的名号。汉武帝建元四年（前137年）南越王赵佗去世，年逾百岁，葬于番禺（今广州）。赵佗死后，其后代续任了4代南越王至前112年冬季，南越国被汉朝所灭。

## 历史影响
赵佗从前219年作为秦始皇攻打南越的50万大军的副帅，一直到汉武帝刘彻建元四年（公元前137年）去世，一共统理岭南81年。其间由于他一直实行和辑百越的政策，促进中原人與南越人的融合，并把中原文化带到南越，促成南越地區（嶺南）的发展。

## 評價
- 越南史學家黎文休：“趙武帝能開拓我越，而自帝其國，與漢抗衡，書稱老夫，為我越倡始帝王之基業，其功可謂大矣。後之帝越者能法趙武，固安封圻，設立軍國，交鄰有道，守位以仁，則長保境土，北人不得復恣睢也。”[14]

## 故地
- 河北省石家庄市：石家庄市下辖的正定县是赵佗的出生地。秦朝时，名为恒山郡真定县。石家庄市新华区下辖的赵陵铺路街道（原名赵陵铺镇），有西汉汉文帝为安抚赵佗而修的赵佗先人墓，现还存有坟冢，该镇也因此而得名。
- 广东省龙川县：秦朝时，为南海郡龙川县。赵佗平定岭南后，做了6年龙川县令。原县治所在地，为纪念赵佗而命名为佗城镇。
- 广东省广州市：秦朝时，为南海郡番禺县，是南海郡郡治所在地。赵佗做了4年南海郡郡尉。秦灭亡之后，赵佗以番禺为都城，创立了南越国。他的墓葬据说在越秀山下，但仍然未能确定[15][16]。

## 影視形象
- 2008年中國古裝歷史劇《南越王》由吕良伟飾演。
- 2010年中國古裝歷史劇《大风歌》由臧金生飾演。

## 延伸阅读
[在维基数据编辑]
 《史記/卷113》，出自司馬遷《史記》
 在维基共享资源阅览影像

## 參閲
- 南越国
- 赵佗公园
- 南越文王墓
- 趙朝正統性問題

| 赵佗 南越国王室出生于：前240年逝世於：前137年 | 赵佗 南越国王室出生于：前240年逝世於：前137年 | 赵佗 南越国王室出生于：前240年逝世於：前137年 |
| --------------------------------------------- | --------------------------------------------- | --------------------------------------------- |
| 無 原因：南越國建立                           | 南越国君主 前203年－前137年                   | 繼任： 赵眜 南越文帝                          |
| 前任： 安陽王 甌貉國王                        | 越南統治者 前207年－前137年                   | 繼任： 赵眜 南越文帝                          |